# Hymenophyllum contiguum
Hymenophyllum contiguum là một loài thực vật có mạch trong họ Hymenophyllaceae. Loài này được (D.A. Sm.) C.V. Morton miêu tả khoa học đầu tiên năm 1968.